# Raijua (eiland)
Raijua is een klein Indonesisch eiland en behoort tot de Kleine Soenda-eilanden. Het is het kleinste en zuidelijkste van de twee Savoe-eilanden, en vormt een eigen onderdistrict in het regentschap Sabu Raijua in de provincie Oost-Nusa Tenggara.
Raijua meet dertien kilometer en ligt zes kilometer ten zuidwesten van Savoe. Er wordt een eigen Savoenees dialect, het Raijua, gesproken. Er is een wit zandstrand waar gesnorkeld en gezwommen wordt. Het eiland ligt tussen de Savoezee (noorden) en de Indische Oceaan (zuiden).

## Dorpen
- Ballu
- Ballua
- Kolorae
- Ledeke
- Ledeunu
  - Kolo Uju
- Statuut onbekend: Merapo

Amabi Oefeto · Amarasi · Centraal-Kupang · Daya-West Amfoang · Fatureu · Hawu Mehara · Laut-West-Amfoang · Liae · Nekamese · Noord-Amfoang · Oost-Amarasi · Oost-Kupang · Oost-Savoe · Raijua · Semau · Sulamu · Takari · West-Amarasi · West-Kupang · West-Savoe · Zuid-Amarasi · Zuid-Amfoang
Ballu · Ballua · Kolorae · Ledeke · Ledeunu